# Bracha Ettinger
Bracha Lichtenberg Ettinger (Tel Aviv, 23 de marzo de 1948) es una artista, filósofa, psicóloga y escritora feminista francoisraelí.
Estudió psicología clínica en la Universidad Hebrea de Jerusalén doctorándose en psicoanálisis en 1987 y en estética en 1996 en la Universidad de París, formándose además en la Tavistock and Portman NHS Foundation Trust de Londres.
Entre sus publicaciones están Matrix and Metramorphosis (1992), The Matrixial Gaze (1995),The Matrixial Borderspace (2006) o Proto-ethica matricial 2019, es además profesora en la European Graduate School